# Sycorax wampukrum
Sycorax wampukrum är en tvåvingeart som beskrevs av Freddy Bravo 2009. Sycorax wampukrum ingår i släktet Sycorax och familjen fjärilsmyggor.
Artens utbredningsområde är Ecuador. Inga underarter finns listade i Catalogue of Life.